# Candidatura de Moscú a los Juegos Olímpicos de 2012
Moscú 2012 fue una de las cinco candidaturas olímpicas clasificadas para los Juegos Olímpicos de 2012. Los planes olímpicos de la capital rusa incluían la construcción de una ciudad olímpica en el río Moscú. A pesar del gran apoyo de la ciudadanía rusa al proyecto y de la experiencia acumulada en este país, la falta de infraestructuras de transporte modernas, que no habrían sido capaces de satisfacer el tráfico esperado en las Olimpiadas, fue el principal lastre para la candidatura. En la presentación de la candidatura en Singapur se pudo ver el primer y único discurso dado en inglés por el presidente Ruso Vladímir Putin.
Moscú fue eliminada en la primera ronda de elecciones que tuvieron lugar para elegir la sede Olímpica de 2012 el 6 de junio de 2005 en Singapur.
- Datos: Q6877168